# II Liceum Ogólnokształcące im. Cypriana Kamila Norwida w Ostrołęce
II Liceum Ogólnokształcące im. Cypriana Kamila w Ostrołęce – liceum ogólnokształcące w Ostrołęce, którego patronem jest polski poeta okresu romantyzmu Cyprian Kamil Norwid.

## Historia
Szkoła rozpoczęła działalność w 1988 r. W roku 1991 dyrektorem szkoły zostaje Ryszard Kaliszewski, który otwiera nowe kierunki kształcenia i przyczynia się do powstania pracowni komputerowej. Uchwałą Nr 452/LIII/2002 Rady Miejskiej w Ostrołęce z dnia 28 czerwca 2002 roku nadano szkole imię Cypriana Kamila Norwida. 17 października 2002 roku szkoła przyjęła sztandar, na którym wyszyto imię patrona. W roku 2005 Uchwałą Rady Miejskiej Nr 413/XLV/2005 z dnia 3 listopada tegoż roku wyróżniono szkołę odznaką honorową "Za zasługi dla Miasta Ostrołęki". 13 października 2023 r. został nadany szkole Medal Pamiątkowy „PRO MASOVIA” za realizację zadań przyczyniających się do rozwoju Mazowsza w zakresie kulturalnym i społecznym. 14 stycznia 2025 r. społeczność II Liceum Ogólnokształcącego oficjalnie przyjęła logotyp, który historycznie nawiązuje do początków założenia liceum oraz aktu nadania szkole imienia. Przyjęty logotyp posiada własną księgę znaku.
W roku Jubileuszu 35-lecia istnienia liceum, społeczność szkolna przekroczyła 1000 osób. Do szkoły uczęszczało wówczas nieco ponad 930 uczniów i było zatrudnionych ponad 70 pracowników.

Liceum Norwida na planie miasta

## Osoby związane ze szkołą
- Henryk Gadomski – etnomuzykolog, autor wielu publikacji (m.in. Słownika dialektu kurpiowskiego[4]), regionalista, kompozytor i dyrygent szkolnego chóru Cantilena[5].
- Janusz Gołota – założyciel i pierwszy dyrektor szkoły, doktor habilitowany nauk humanistycznych, historyk, pracownik akademicki, prezes Ostrołęckiego Towarzystwa Naukowego im. Adama Chętnika w Ostrołęce.
- Jan Mironczuk – nauczyciel historii, doktor habilitowany nauk humanistycznych w zakresie historii, autor publikacji o tematyce mniejszości religijnych[6].
- Halina Pierzchała - prezes UKS "Clan" propagatorka lekkiej atletyki wśród dzieci i młodzieży, wielokrotna medalistka Mistrzostw Polska Masters, emerytowana nauczycielka wychowania fizycznego, inicjator Biegów Papieskich w mieście.

## Absolwenci
- Radosław Jastrzębski – artysta malarz ostrołęcki, autor kilku ostrołęckich murali, autor kilkudziesięciu wystaw, wielokrotnie nagradzany za swoją twórczość.
- Przemysław Świercz – absolwent szkoły, kapitan Reprezentacji Polski w AMP futbolu, Odznaczony przez Prezydenta Rzeczypospolitej Polskiej Srebrnym Krzyżem za zasługi dla rozwoju i upowszechniania sportu osób niepełnosprawnych, za osiągnięcia sportowe[7].